# 赤木由子
赤木 由子（あかぎ よしこ、本名：富樫 菊、1927年11月1日 - 1988年9月13日）は、日本の児童文学作家。

## 生涯
1927年11月1日、山形県西田川郡豊浦村三瀬（現鶴岡市）に生まれる。幼少期に両親を亡くし、満州に渡り現地で戦争を体験。鞍山常盤高等女学校卒業後、上京して雑誌・新聞記者となる。その後は創作活動に専念。
主な著書に処女作『柳わたとぶ国』をはじめ、『はだかの天使』、『ひまわり愛の花』、『二つの国の物語』三部作、『草の根こぞうの仙吉』（野間児童文芸推奨作品賞受賞作品）、『ぼくら三人にせ金づくり』、『生きるんだ!名犬パール』など多数。中でも理論社大長編シリーズとして1980年に刊行された三部作『二つの国の物語』は代表作の一つであり、1995年に同社より全一冊シリーズとして新たに刊行された。
1988年9月13日、心筋梗塞のため三鷹市の自宅で60年の生涯を閉じた。

## 出版物
- 『柳のわたとぶ国』（理論社） 1966年
- 『はだかの天使』（新日本出版社） 1969年
- 『夏草と銃声』（偕成社） 1972年
- 『コロッケ少年団』（国土社） 1974年
- 『ぼくもぱーるもぐんぐんぐん』（銀河社） 1974年
- 『あの雲の下で』（金の星社） 1975年、
- 『美しいぼくらの手』（ポプラ社） 1975年
- 『もう泣かないでおかあさん』（偕成社） 1975年
- 『ハンノキのくり舟』（新日本出版社） 1976年
- 『花と海の星座』（童心社） 1977年
- 『ひまわり愛の花』（金の星社） 1977年、のちフォア文庫
- 『おねしょとひげとおかあさん』（ポプラ社） 1977年7月
- 『赤毛のブン屋の仲間たち』（新日本出版社） 1978年
- 『やくそくの赤いビー玉』（金の星社） 1978年12月
- 『ヨッチとケム子とゴリラ先生』（新日本出版社） 1979年7月
- 『草の根こぞう仙吉』（そしえて ほるぷ出版） 1978年4月
- 『5年3組の番長たち』（ポプラ社） 1978年11月
- 『二つの国の物語 第1部』（理論社） 1980年12月
- 『二つの国の物語 第2部』（理論社） 1980年12月
- 『二つの国の物語 第3部』（理論社） 1981年3月
- 『北国の子どもたち』（講談社） 1980年
- 『大ちゃんの門出』（新日本出版社） 1981年1月
- 『ぼくらゆきんこ』（草炎社） 1981年4月
- 『5年2組はどろんこクラス』（ポプラ社） 1982年5月
- 『ぼくはどうせオオカミの子』（小峰書店） 1982年
- 『ふたりぼっちの朝』（金の星社） 1982年4月

- 『鬼がクスクスわらってる』（小峰書店） 1983年
- 『とうちゃんだっこして』（新日本出版社） 1983年1月
- 『ぼくら三人にせ金づくり』（小峰書店） 1984年2月、のちてのり文庫
- 『子育ては親育ち』（白石書店） 1984年2月
- 『花まるクラスは大さわぎ』（草炎社） 1984年4月
- 『おねえちゃんの子もり歌』（学校図書） 1984年7月
- 『黒い瞳のウルフたち』（白石書店） 1984年8月
- 『生きるんだ!名犬パール』（ポプラ社） 1985年12月
- 『2年2くみのがんばりゆかちゃん』（金の星社） 1985年7月
- 『おっと　部活はやめられない』（新日本出版社） 1986年1月
- 『ぼくら三人天才だまし』（小峰書店） 1986年2月
- 『ドン・ノミ太のでぶでぶ王子』（くもん出版） 1986年3月
- 『きのうのわたしにさようなら』（ポプラ社） 1987年4月
- 『3年3組いやな子ふたり』（学習研究社） 1987年5月
- 『ぼくら三人原始ゴリラ』（小峰書店） 1987年6月
- 『6年3組おしゃべりクラス』（ポプラ社） 1987年8月
- 『先生にもらつたプレゼント』（小峰書店） 1987年6月
- 『つくしだれの子天使の子』（新日本出版社） 1988年
- 『夕やけなんかだいきらい』（童心社）1988年
- 『おにいちゃんのヒミツは一日300えん』（ポプラ社） 1988年1月
- 『3年1組げんきクラス』（金の星社） 1988年1月
- 『焚刑』（草炎社） 1990年
- 『生きること書くこと育てること』（草炎社） 1990年11月
- 『ひかる草の実』